# Дніпродвінська культура

Балтські культури ранньої залізної доби (600—200 роки до нашей ери):
Культура Долькайм-Коврово — Самбійці-нотангійська група
Ольштинська культура — Західно-мазурська група (Галінди)
Судовська культура — Східно-мазурська група (Ятвяги)
Мемельська культура — Нижньо-неманська й західно-латвійська група (Курші)
Культура штрихованої кераміки
Милоградсько-подгорцевська культура
Дніпродвінська культура
Поморська культура
Культура абажурних поховань

Дніпродвінська культура — археологічна культура ранньої залізної доби у верхів'ях р. Дніпра, на схід від нього до р. Угра та в частині басейну Західної Двіни. Датована 700 (600) р. до н.е — 300 р. після н.е. 

## Територія поширення
Дніпродвінська культура включала територію смоленського Подніпров'я, білоруського Подвіння та край Себежських озер.

## Походження та етнічна належність
На думку історика Бориса Рибакова етнічно Дніпродвінську культуру складали андрофаги. Саме плем'я андрофагів описував Геродот у верхів'ях Дніпра. 

## Господарство
Населення займалося лісовим скотарством та частково землеробством (на ранніх етапах значна роль полювання). 
Спочатку знаряддя праці та зброя робили з кістки й бронзи, пізніше — і із заліза.
Також населення підтримувало торгові зв'язки із сусідніми східними балтськими та угрофінькими племенами.

## Поселення
Для Дніпродвінської культури характерні великі городища з декількома валами. Наземні житла стовпової конструкції (ранні — довгі багатокамерні, більше пізні — невеликі прямокутні з відкритими вогнищами). 

## Культура
Прикраси — бронзові палицеподібні шпильки та сережки у вигляді порожнього конуса з гачком. Деякі бронзові прикраси схожі на прикраси з Милоградської культури.
Кераміка, знайдено порівняно мало, гладкостінна, слабко профільована. Іноді зустрічається на кераміці орнамент у вигляді нарізних зламаних ліній та ямкових вдавлений.